# ISO 3166-2:HR
Los códigos ISO 3166-2 para Croacia abarcan las 20 condados y 1 ciudad (Zagreb). La primera parte es el código HR ISO 3166-1 para Croacia, la segunda parte es un número.

## Códigos
| HR-01 | Condado de Zagreb                |
| HR-02 | Condado de Krapina-Zagorje       |
| HR-03 | Condado de Sisak-Moslavina       |
| HR-04 | Condado de Karlovac              |
| HR-05 | Condado de Varaždin              |
| HR-06 | Condado de Koprivnica-Križevci   |
| HR-07 | Condado de Bjelovar-Bilogora     |
| HR-08 | Condado de Primorje-Gorski Kotar |
| HR-09 | Condado de Lika-Senj             |
| HR-10 | Condado de Virovitica-Podravina  |
| HR-11 | Condado de Požega-Eslavonia      |
| HR-12 | Condado de Brod-Posavina         |
| HR-13 | Condado de Zadar                 |
| HR-14 | Condado de Osijek-Baranja        |
| HR-15 | Condado de Šibenik-Knin          |
| HR-16 | Condado de Vukovar-Srijem        |
| HR-17 | Condado de Split-Dalmacia        |
| HR-18 | Condado de Istria                |
| HR-19 | Condado de Dubrovnik-Neretva     |
| HR-20 | Condado de Međimurje             |
| HR-21 | Zagreb (ciudad)                  |

| Ciudad   | Ciudad                |
| -------- | --------------------- |
| HR-21    | Zagreb                |
| Condados |                       |
| HR-07    | Bjelovar-Bilogora     |
| HR-12    | Brod-Posavina         |
| HR-19    | Dubrovnik-Neretva     |
| HR-18    | Istria                |
| HR-04    | Karlovac              |
| HR-06    | Koprivnica-Križevci   |
| HR-02    | Krapina-Zagorje       |
| HR-09    | Lika-Senj             |
| HR-20    | Međimurje             |
| HR-14    | Osijek-Baranja        |
| HR-11    | Požega-Eslavonia      |
| HR-08    | Primorje-Gorski Kotar |
| HR-15    | Šibenik-Knin          |
| HR-03    | Sisak-Moslavina       |
| HR-17    | Split-Dalmacia        |
| HR-05    | Varaždin              |
| HR-10    | Virovitica-Podravina  |
| HR-16    | Vukovar-Srijem        |
| HR-13    | Zadar                 |
| HR-01    | Zagreb                |

- Datos: Q20776